# Mars (företag)
Mars Incorporated är ett multinationellt amerikanskt företag med huvudkontor i McLean i Virginia. Mars är en av världens största tillverkare av godisprodukter och omsätter årligen 35 miljarder dollar och har cirka 125 000 anställda världen över (2020).
Företaget grundades av Franklin och Ethel Mars 1911 efter att Franklin Mars som tonåring av sin mor lärt sig koka choklad hemma i köket i Tacoma, Washington. Mars har i sin produktportfölj många av världens kända chokladvarumärken som Mars, Snickers, Twix, Maltesers, Bounty och M&M’S, och välkända varumärken i foder för sällskapsdjur som Royal Canin, Pedigree, Chappie, Frolic och Whiskas. I produktportföljen hittar man  också Ben's Original ris och Dolmio pastasås.
I Sverige finns det glass av Mars och Snickers som säljs av Triumf Glass.